# 家族亭
株式会社家族亭（かぞくてい）は、大阪府大阪市中央区伏見町に本社を置くそば・うどんのチェーン店を展開する外食産業企業である。
2011年からエイチ・ツー・オー リテイリングの完全子会社だったが、2020年にSRSホールディングスの完全子会社になった。

## 歴史・概要

### 創業から株式公開へ
創業者の永幡泰男が太平洋戦争の終戦後に阪急百貨店の近くで開いた11坪足らずの大衆食堂を開き、1948年（昭和23年）に商品を蕎麦に絞った上で屋号を家族亭にした。その後、1951年（昭和26年）に法人化して「甲南興業株式会社」を設立し、そば店の経営やそば菓子の製造販売をおこなったのが始まりである。
1956年（昭和31年）4月に同町内に2号店を開店し、多店舗化を始めた。以降、直営路線で店舗を増やしていき、1980年（昭和55年）時点で北海道から福岡と全国に店舗網を拡げる。直営店舗の他に、10年以上勤続した従業員にはのれん分けによって家族庵という屋号での独立も認めていた。
1985年（昭和60年）6月には甲南興業が、「初代 株式会社家族亭」から難波店と千日前南OSプラザ店の運営を受託し、1987年（昭和62年）10月に甲南興業が家族亭を吸収合併し、2代目家族亭（現在の株式会社 家族亭）となった。
合併直前の同年9月に兵庫県西宮市に西宮工場と配送センターを同一敷地内に開設してそば粉の自社製粉を始め、1989年（平成元年）7月には東京都大田区に配送センターを開設し、1992年（平成4年）10月に店頭売買銘柄（現在のジャスダック）として登録されて株式公開をして、1991年（平成3年）9月には50号店目を開設するなどチェーン店として成長した。
また、2001年（平成13年）10月に梅田角田町店を業態変更して、そば居酒屋「蕎菜」として開店させる など業態の多様化も進められていった。

### カッパ・クリエイトとの資本・業務提携
2003年（平成15年）2月25日に当時の回転ずし最大手で子会社でうどん店チェーンを展開していた、カッパ・クリエイトに第三者割当増資を行って資本・業務提携し、同社の持つ数値管理による近代的なチェーン店管理システムを導入して競争激化などで2003年（平成15年）3月期に減収減益に落ち込んでいた既存店のてこ入れを図ることを発表した。
2003年（平成15年）3月に高品質化を掲げた、そば居酒屋「のきば」を兵庫県西宮市に、2004年（平成16年）6月には、低価格志向のそば・うどん店「かぞく庵」を東京都目黒区のダイエーのフードコート内に開店させるなど新業態の開発も進められた。
2006年（平成18年）4月10日にカッパ・クリエイトが、子会社「得得」で展開するうどん店チェーンを当社に売却すると共に当社の第三者割当増資を引き受けて持ち株比率を引上げることを決定して基本合意書を締結したことを発表し、同年5月に事業の譲渡を受けた。

### キャス・キャピタルによるTOBとキンレイとの業務提携
2007年（平成19年）8月6日に、和食レストラン「かごの屋」 と冷凍めん製造などを手掛けているキンレイ と仕入や商品の共通化、店舗展開のノウハウ共有などを行うことを目的に業務提携をすると発表した。
この業務提携に合せ、キンレイを傘下に持つ、投資会社のキャス・キャピタルが株式公開買い付け（TOB）を実施して株式の過半数の取得を行い、当社の株式公開を維持しながら傘下に収めることを同日に発表し、当社も賛同を表明して友好的な買収が行われ、同年12月26日にTOBの成立が発表されて同社の傘下に入ることになった。
2008年（平成20年）4月16日には“京のおだしに具がぎょうさんな料理屋のうどん”をキャッチコピーとする「ふうふや」を大阪市鶴見区にキンレイと共同開発して開店し、低価格志向の進む状況に合せて新たに展開し始めた、立ち食いうどん店「とくとく」向けに冷凍めんを共同開発した ほか、原材料の仕入れや物流網の一本化を行って経費削減を図るなど業務提携によるコストダウンと新事業展開を並行して進めた。
また、こうしたコストダウン策や低価格志向のメニュー開発を既存のブランドの店舗にも水平展開し、主力のそば店「家族亭」やうどん店「得得」にも、従来より100〜200円安い月替わりメニューを導入したり、店舗の老齢化に伴う売上減少後でも利益が出る体制作りを進めていった。
その他にも、郊外の幹線道路沿い出店する、新業態のセルフ式うどん店「得得製麺」を新たに開発して、2009年（平成21年）からフランチャイズチェーン（FC）展開を始めるなど消費者の低価格志向への対応を進めていった。

### アジア圏での店舗展開
2007年（平成19年）6月にシンガポールの外食企業とフランチャイジー契約を締結し、2009年（平成21年）4月にシンガポールに得得の1号店、同年9月にシンガポールの得得2号店を開店して海外での店舗展開を始めた。
2009年（平成21年）6月にタイのOISHI GROUPとフランチャイジー契約を締結して同年11月にタイに家族亭1号店、12月にタイの家族亭2号店を開店してタイでも多店化を始めた。
2009年（平成21年）1月に台湾系大手食品会社、旺旺集団（ワンワングループ）の巨儒有限公司と中国本土における外食チェーン事業展開に関する基本合意書を締結して、同年12月に合弁会社上海族旺餐飲管理有限公司を設立し、2010年（平成22年）1月に上海市の石門一路に1号店、同年4月には同じ上海市の豫園に2号店を開店させて中国本土での外食チェーン展開を始めた。
2010年（平成22年）9月にタイに新業態「大阪串屋」を開店し、10月にシンガポールに、家族亭の1号店を開店するなど海外の進出先でも複数の業態の店舗展開を行い始めた。
2010年（平成22年）12月にタイのソンブンと提携して、2011年（平成23年）9月にタイに炭火焼や鉄板焼、天ぷら、寿司という日本食を代表する料理の調理パフォーマンスを見ながら楽しめる新業態「旬の舞」を出店し、2010年（平成22年）12月にタイの財閥、KPNグループと提携して当社が14.8%、KPNグループが75.4%、キンレイが9.8%を出資する合弁会社を設立して、タイで和食レストラン「かごの屋」のFC展開を目指し、2011年（平成23年）に1号店を開店させるなどタイでは複数の合弁相手と組んで業態の多様化を進めている。
また2010年（平成22年）8月にインドのコンサルティング会社アバカスと合弁会社を設立すると発表。同年12月に合弁契約書を締結し、クレープを中心にした日本のスイーツとスナック専門店の新業態「Harajuku Delights」の展開を始めるなど日本国内での本社では展開していない業態を含めて新興国での事業展開を強化している。

### エイチ・ツー・オー リテイリングの傘下からSRSホールディングスの傘下に。製麺業への進出と撤退
2011年（平成23年）8月11日にエイチ・ツー・オー リテイリングがキャス・キャピタル系の投資ファンドが保有する家族亭株の57.17%全株を買収する応募契約を締結してTOBを発表し、同年9月9日にTOBの成立が発表されて同月14日付で同社の連結子会社となった。
この連結子会社化の後も株式の上場は維持されたが、エイチ・ツー・オー リテイリングが株式交換により全株式を取得して2014年（平成26年）8月1日付で完全子会社化されて上場廃止となることになった。
2011年（平成23年）10月31日にチルド麺や生麺、調理麺などを製造する、中野食品を買収して完全子会社化して百貨店やスーパーなど向けの製麺事業に乗り出し、2012年（平成24年）8月14日にチルド麺を中心に製造する、寿製麺の発行済み株式70%を取得して子会社化し、製麺事業の生産体制強化と老朽化が進んだ兵庫県西宮市と大阪府摂津市にある自社製麺工場からの生産集約化を目指すと発表した。
ところが、円安による原材料価格の上昇などで製麺事業の業績が悪化して赤字に転落したことから、2014年（平成26年）6月30日付で製麺大手のシマダヤに中野食品と寿製麺の2社を譲渡して製麺事業から撤退した。
また、2011年（平成23年）9月にそば・うどんの宅配店舗の1号店を開店し、2012年（平成24年）1月17日に「田舎つけそば のぶや」の1号店を開店させるなど、国内での新業態の店舗開発も引き続き進められている ほか、同年8月14日に大人の女性が気軽に立ち寄れる業態の「花旬庵」の関西1号店を開店させる など既存業態の出店地域の拡大も図られている。
2019年　(令和元年）5月10日に親会社のエイチ・ツー・オーリテイリングが「和食さと」などを子会社で運営するSRSホールディングスと資本業務提携を締結。同年12月26日に当社と当社と同じエイチ・ツー・オーリテイリング傘下で同業だったサンローリーがSRSホールディングスと株式交換契約を締結。2020年2月1日に両社はSRSホールディングスの完全子会社となった。

## 展開している店舗
現行店舗については「家族亭 店舗検索」を参照。

### 国内

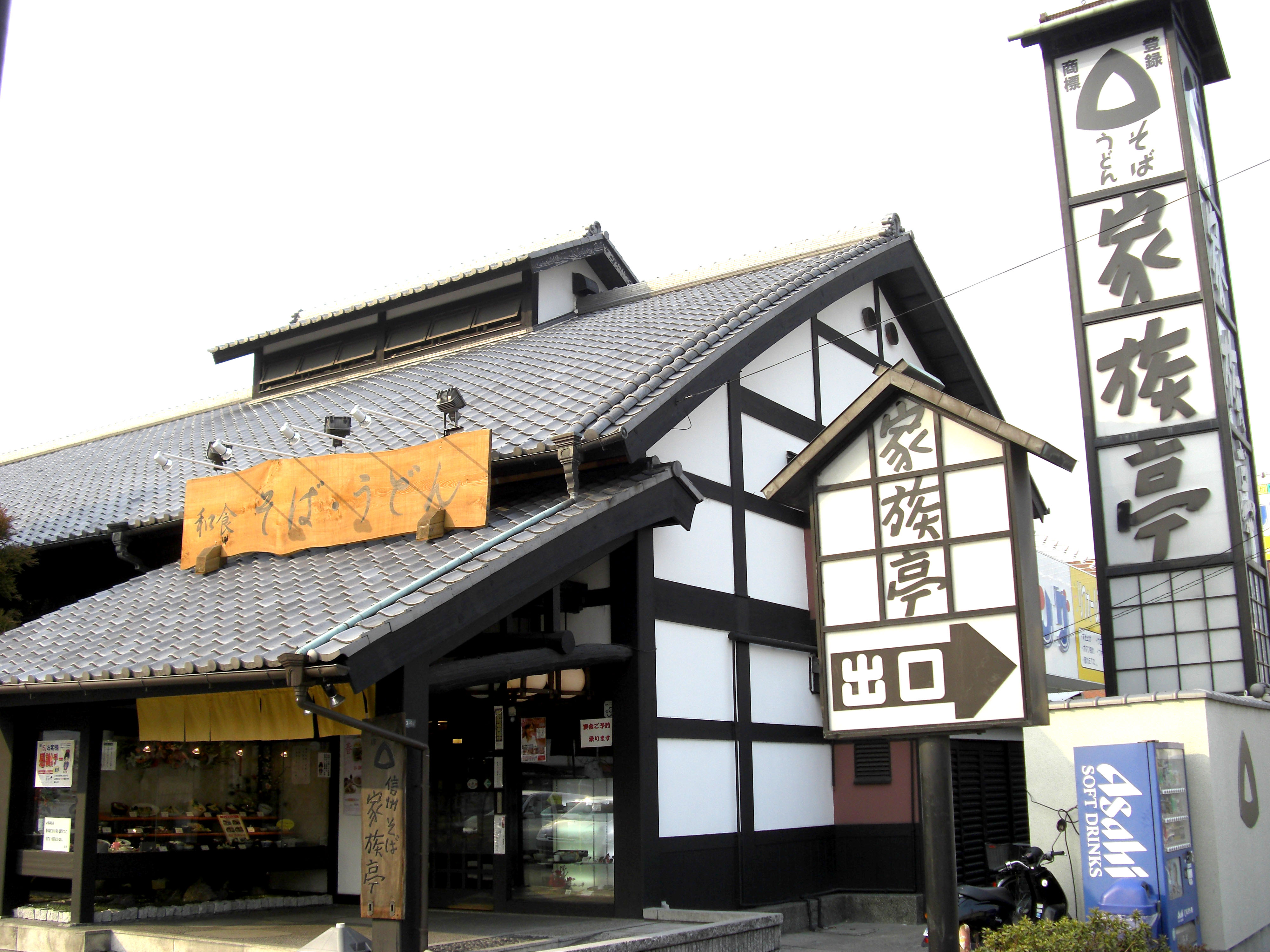
家族亭茨木店（大阪府茨木市）

そばを主力とした「家族亭」と、手打ちうどんを主力として郊外を中心に出店する「得得」の2つが主力業態である。
低価格志向のそば・うどん店「かぞく庵」や立ち食いうどん店「とくとく」、郊外の幹線道路沿い出店するセルフ式うどん店「得得製麺」など消費者の低価格志向への対応した店舗も展開している。
その他にも「三宝庵」 や大人の女性が気軽に立ち寄れる「花旬庵」、そば居酒屋「蕎菜」、そば居酒屋「のきば」、“料理屋のうどん”をキャッチコピーとする「ふうふや」といった業態も展開している。
主に東京・京奈阪神ともに各鉄道の主要駅に併設して建てられたビル等へのテナント出店が多いが、「得得」は郊外の道路沿いに出店している。また、那珂店はオーナーの田村和夫氏が経営していたレストハウス茶緖をリニューアルしたものであるため、他店と違う点がいくつか存在する。
このほか東北自動車道羽生パーキングエリア内にうどん専門店「羽生製麺処」を出店している。

### アジア各国
主力の「家族亭」や「得得」の他に、タイでキンレイの業態である和食レストラン「かごの屋」も展開している。
また、タイで「大阪串屋」や調理パフォーマンスを見ながら楽しめる「旬の舞」を展開しているほか、インドでは、クレープを中心にした、日本のスイーツとスナック専門店の新業態「Harajuku Delights」の展開を始めるなど日本国内での本社では展開していない業態を含めて展開している。

## ラジオCM
TBSラジオとMBSラジオで「あなたの、おそばに、家族亭。（店名）」という5秒のCMが盛んに放送されており、両局の聴取層には同社の名前が浸透している。特にMBSラジオで放送されるCMは「あなたの〜おそばに〜家族亭〜」と同局アナウンサーによる、伸ばすような特徴のあるイントネーションでCMが放送されている。
全国的に「家族亭」なる名称の飲食店があるが、関連性はない。本項との識別方法は、ロゴマークを確認するか、「あなたの、おそばに」が付加されているかなどで区別することができる。

## 沿革
- 1947年（昭和22年） - 創業。
- 1951年（昭和26年）4月 - 甲南興業株式会社を設立[1]。
- 1962年（昭和37年）9月 - 株式会社家族亭（初代）を設立[1]。
- 1987年（昭和62年）10月 - 甲南興業株式会社が株式会社家族亭（初代）を吸収合併し、株式会社家族亭（2代目）に変更[1]。
- 1992年（平成4年）10月 - 株式を店頭公開（現在のジャスダック）[1][34]。
- 2003年（平成15年）2月25日 - カッパ・クリエイトと業務・資本提携[8]。
- 2006年（平成18年）5月[1] - うどん店チェーン得得事業をカッパ・クリエイトの子会社から譲渡される[10]。
- 2007年（平成19年）
  - 8月6日 - キンレイと業務提携し、キャス・キャピタルが株式公開買い付けを発表[11]。
  - 12月26日 - 株式公開買い付けが成立し[13]、投資事業有限責任組合キャス・キャピタル・ファンド三号（CCP3）が親会社となる[17]。
- 2009年（平成21年）
  - 4月 - シンガポールに得得の1号店を開店して海外での店舗展開を開始[17]。
  - 11月 - タイに家族亭1号店を開店し、タイへ進出[17]。
- 2010年（平成22年）1月 - 上海市の石門一路に1号店を開店し、中国へ進出[18]。
- 2011年（平成23年）
  - 8月11日 - エイチ・ツー・オー リテイリング株式会社が株式公開買い付けを発表[24]。
  - 9月14日 - エイチ・ツー・オー リテイリングの持ち株比率が株式73.44%になり、同社の子会社となる[25][35]。
  - 10月31日 - 関東地方で麺類の製造・販売事業を展開する中野食品株式会社（本社:埼玉県八潮市）を同日付で買収し、完全子会社化[20]。
- 2012年（平成24年）
  - 1月 - 本年度より決算期を毎年3月期に変更。これにより、本事業年度の決算である2013年3月期決算は15ヶ月の変則決算となる。
  - 8月14日 - 関西地区で麺類の製造・販売事業を展開する寿製麺（本社:兵庫県宍粟市、本店:兵庫県姫路市）の発行済株式の70%を、同社の親会社である姫路糧食より取得し子会社化したと発表。
- 2014年（平成26年）
  - 6月30日 - 中野食品と寿製麺の株式をシマダヤに譲渡[29]。
  - 7月29日 - 上場廃止
  - 8月1日 - 株式交換によりエイチ・ツー・オー リテイリングの完全子会社となる[26][27]。
- 2019年（令和元年）
  - 5月10日 - エイチ・ツー・オーリテイリングがSRSホールディングスと資本業務提携を締結。
  - 12月26日 - 当社と株式会社サンローリーが、SRSホールディングスと株式交換契約を締結。
- 2020年（令和2年）2月1日 - SRSホールディングス株式会社の完全子会社となる。